# Persone di nome Carlo/Principi
| Questa pagina contiene informazioni ricavate automaticamente dalle voci biografiche con l'ausilio del template Bio e di un bot. L'aggiornamento è periodico e automatico e ricostruisce completamente la pagina. Se manca una persona in questa lista, sei pregato di non aggiungerla, ma accertati piuttosto che la sua voce biografica contenga il template Bio e che i dati anagrafici siano correttamente compilati. Se il template Bio manca, inseriscilo tu stesso o, in alternativa, metti l'avviso {{tmp\|Bio}} che ne segnala la mancanza. Se i dati riportati sono sbagliati, correggi direttamente la voce biografica; le modifiche saranno visibili in questa lista entro pochi giorni. Per chiarimenti vedi il progetto antroponimi. La lista contiene solo le 69 persone che sono citate nell'enciclopedia e per le quali è stato implementato correttamente il template Bio. Pagina aggiornata al 22 lug 2025. |

Questa è una lista di persone presenti nell'enciclopedia che hanno il nome Carlo e sono principi.

## A(1)
- Carlo Giorgio Lebrecht di Anhalt-Köthen, principe (Köthen, n. 1730 - Semlin, † 1789)

## B(2)
- Carlo Augusto di Baden-Durlach, principe tedesco (Durlach, n. 1712 - Durlach, † 1786)
- Carlo Federico Alberto di Brandeburgo-Schwedt, principe e militare tedesco (Berlino, n. 1705 - Breslavia, † 1762)

## C(15)
- Carlo Cristiano di Nassau-Weilburg, principe tedesco (Weilburg, n. 1735 - Münster-Dreissen, † 1788)
- Carlo Luigi di Anhalt-Bernburg-Schaumburg-Hoym, principe tedesco (Castello di Schaumburg, n. 1723 - Castello di Schaumburg, † 1806)
- Carlo Federico di Anhalt-Bernburg, principe tedesco (Bernburg, n. 1668 - Ballenstedt, † 1721)
- Carlo Guglielmo di Anhalt-Zerbst, principe (Zerbst, n. 1652 - Zerbst, † 1718)
- Carlo Augusto di Thurn und Taxis, principe tedesco (Castello di Garatshausen, n. 1898 - Ratisbona, † 1982)
- Carlo di Prussia, principe prussiano (Berlino, n. 1801 - Berlino, † 1883)
- Carlo di Navarra, principe (Pau, n. 1510 - Napoli, † 1528)
- Carlo di Navarra, principe spagnolo (Pamplona, n. 1397 - Estella, † 1402)
- Carlo di Danimarca, principe danese (Copenaghen, n. 1680 - Copenaghen, † 1729)
- Carlo Augusto di Sassonia-Weimar-Eisenach, principe tedesco (Weimar, n. 1844 - Cap Martin, † 1894)
- Carlo di Leiningen, principe tedesco (Strasburgo, n. 1898 - Saransk, † 1946)
- Carlo Augusto di Sassonia-Weimar-Eisenach, principe tedesco (Castello di Wilhelmsthal, n. 1912 - Schienen, † 1988)
- Carlo di Baviera, principe tedesco (Lindau, n. 1874 - Monaco di Baviera, † 1927)
- Carlo Guglielmo di Nassau-Usingen, principe tedesco (Usingen, n. 1735 - Biebrich, † 1803)
- Carlo d'Assia-Kassel, principe (Kassel, n. 1744 - Güby, † 1836)

## D(35)
- Carlo d'Assia, principe (Darmstadt, n. 1809 - Darmstadt, † 1877)
- Carlo di Borbone-Due Sicilie, principe francese (Saint-Raphaël, n. 1963)
- Carlo III di Monaco, principe (Parigi, n. 1818 - Marchais, † 1889)
- Carlo Francesco di Prussia, principe tedesco (Potsdam, n. 1916 - Arica, † 1975)
- Carlo Teodoro di Baviera, principe tedesco (Drogenbos, n. 1724 - Monaco di Baviera, † 1799)
- Carlo Tito di Borbone-Due Sicilie, principe (Caserta, n. 1775 - Vaccheria, † 1778)
- Don Carlos, principe spagnolo (Valladolid, n. 1545 - Madrid, † 1568)
- Carlo Alberto III di Hohenlohe-Waldenburg-Schillingsfürst, principe austriaco (Vienna, n. 1776 - Bad Mergentheim, † 1843)
- Carlo Alessandro di Thurn und Taxis, principe (Ratisbona, n. 1770 - Ratisbona, † 1827)
- Carlo Anselmo di Thurn und Taxis, principe (Francoforte sul Meno, n. 1733 - Winzer, † 1805)
- Carlo I Alessandro di Württemberg, principe tedesco (Stoccarda, n. 1684 - Ludwigsburg, † 1737)
- Carlo d'Arenberg, principe (Vollenhove, n. 1550 - Enghien, † 1616)
- Carlo I del Liechtenstein, principe austriaco (Valtice, n. 1569 - Praga, † 1627)
- Carlo Rodolfo del Liechtenstein, principe, generale e politico austriaco (Oradea, n. 1827 - Vienna, † 1899)
- Carlo Alfredo del Liechtenstein, principe liechtensteinese (Deutschlandsberg, n. 1910 - Bruck an der Leitha, † 1985)
- Carlo Luigi di Baden, principe (Karlsruhe, n. 1755 - Arboga, † 1801)
- Carlo di Borbone-Soissons, principe francese (Nogent-le-Rotrou, n. 1566 - Blandy-les-Tours, † 1612)
- Carlo Maria di Borbone-Due Sicilie, principe (Losanna, n. 1938 - Retuerta del Bullaque, † 2015)
- Carlo Tancredi di Borbone-Due Sicilie, principe italiano (Gries, n. 1870 - Siviglia, † 1949)
- Carlo Ferdinando di Borbone-Due Sicilie, principe italiano (Palermo, n. 1811 - Torino, † 1862)
- Carlo Egon II di Fürstenberg, principe (Praga, n. 1796 - Ischl, † 1854)
- Carlo Gioacchino di Fürstenberg, principe (Donaueschingen, n. 1777 - Donaueschingen, † 1804)
- Carlo Ludovico II di Hohenlohe-Langenburg, principe (Langenburg, n. 1829 - Salisburgo, † 1907)
- Carlo Alberto II di Hohenlohe-Waldenburg-Schillingsfürst, principe tedesco (Schillingsfürst, n. 1742 - Schillingsfürst, † 1796)
- Carlo Alberto I di Hohenlohe-Waldenburg-Schillingsfürst, principe tedesco (Schillingsfürst, n. 1719 - Vienna, † 1793)
- Carlo Antonio di Hohenzollern-Sigmaringen, principe (Krauchenwies, n. 1811 - Sigmaringen, † 1885)
- Carlo di Hohenzollern-Sigmaringen, principe (Sigmaringen, n. 1785 - Bologna, † 1853)
- Carlo Federico di Hohenzollern-Sigmaringen, principe (Sigmaringen, n. 1724 - Krauchenwies, † 1785)
- Carlo Antonio di Hohenzollern-Sigmaringen, principe tedesco (Sigmaringen, n. 1868 - Andernach, † 1919)
- Carlo Eugenio di Lorena, principe di Lambesc, principe e generale francese (Versailles, n. 1751 - Vienna, † 1825)
- Carlo Enrico di Lorena, principe francese (Bruxelles, n. 1649 - Castello di Commercy, † 1723)
- Carlo I di Romania, principe tedesco (Sigmaringen, n. 1839 - Sinaia, † 1914)
- Carlo Emanuele di Savoia-Carignano, principe italiano (Racconigi, n. 1770 - Parigi, † 1800)
- Carlo Günther di Schwarzburg-Sondershausen, principe tedesco (Arnstadt, n. 1830 - Dresda, † 1909)
- Carlo di Svezia, principe svedese (Stoccolma, n. 1861 - Stoccolma, † 1951)

## F(1)
- Carlo Edzardo della Frisia orientale, principe (Aurich, n. 1716 - Aurich, † 1744)

## H(2)
- Carlo Emilio di Brandeburgo, principe (Berlino, n. 1655 - Strasburgo, † 1674)
- Carlo di Holstein-Gottorp, principe tedesco (Gottorp, n. 1706 - San Pietroburgo, † 1727)

## I(1)
- Carlo di Isenburg-Büdingen-Birstein, principe tedesco (Birstein, n. 1838 - Karlovy Vary, † 1899)

## L(5)
- Carlo Eusebio del Liechtenstein, principe austriaco (n. 1611 - Schwarzkosteletz, † 1684)
- Carlo Giuseppe del Liechtenstein, principe austriaco (n. 1684 - † 1704)
- Carlo Giovanni del Liechtenstein, principe austriaco (Vienna, n. 1803 - Bad Ischl, † 1871)
- Carlo di Lussemburgo, principe lussemburghese (Colmar-Berg, n. 1927 - Pistoia, † 1977)
- Carlo di Lussemburgo, principe lussemburghese (Lussemburgo, n. 2020)

## M(2)
- Carlo Borwin di Meclemburgo-Strelitz, principe (Neustrelitz, n. 1888 - Metz, † 1908)
- Carlo di Monaco, principe e militare monegasco (Parigi, n. 1722 - Prats-de-Mollo-la-Preste, † 1749)

## S(2)
- Cristiano Augusto di Schleswig-Holstein-Sonderburg-Augustenburg, principe danese (Augustenborg, n. 1768 - Kvidinge, † 1810)
- Carlo Filippo di Svezia, principe svedese (Stoccolma, n. 1979)

## T(1)
- Carlo Thopia, principe e condottiero albanese (Durazzo, n. 1331 - † 1388)

## U(1)
- Carlo Gero di Urach, principe tedesco (Lichtenstein, n. 1899 - Lichtenstein, † 1981)

## W(1)
- Carlo Augusto Federico di Waldeck e Pyrmont, principe tedesco (Hanau, n. 1704 - Bad Arolsen, † 1763)